# Asymblepharus mahabharatus
Asymblepharus mahabharatus är en ödleart som beskrevs av  Eremchenko SHAH och PANFILOV 1998. Asymblepharus mahabharatus ingår i släktet Asymblepharus och familjen skinkar. Inga underarter finns listade.